# Museispårvägar i Sverige

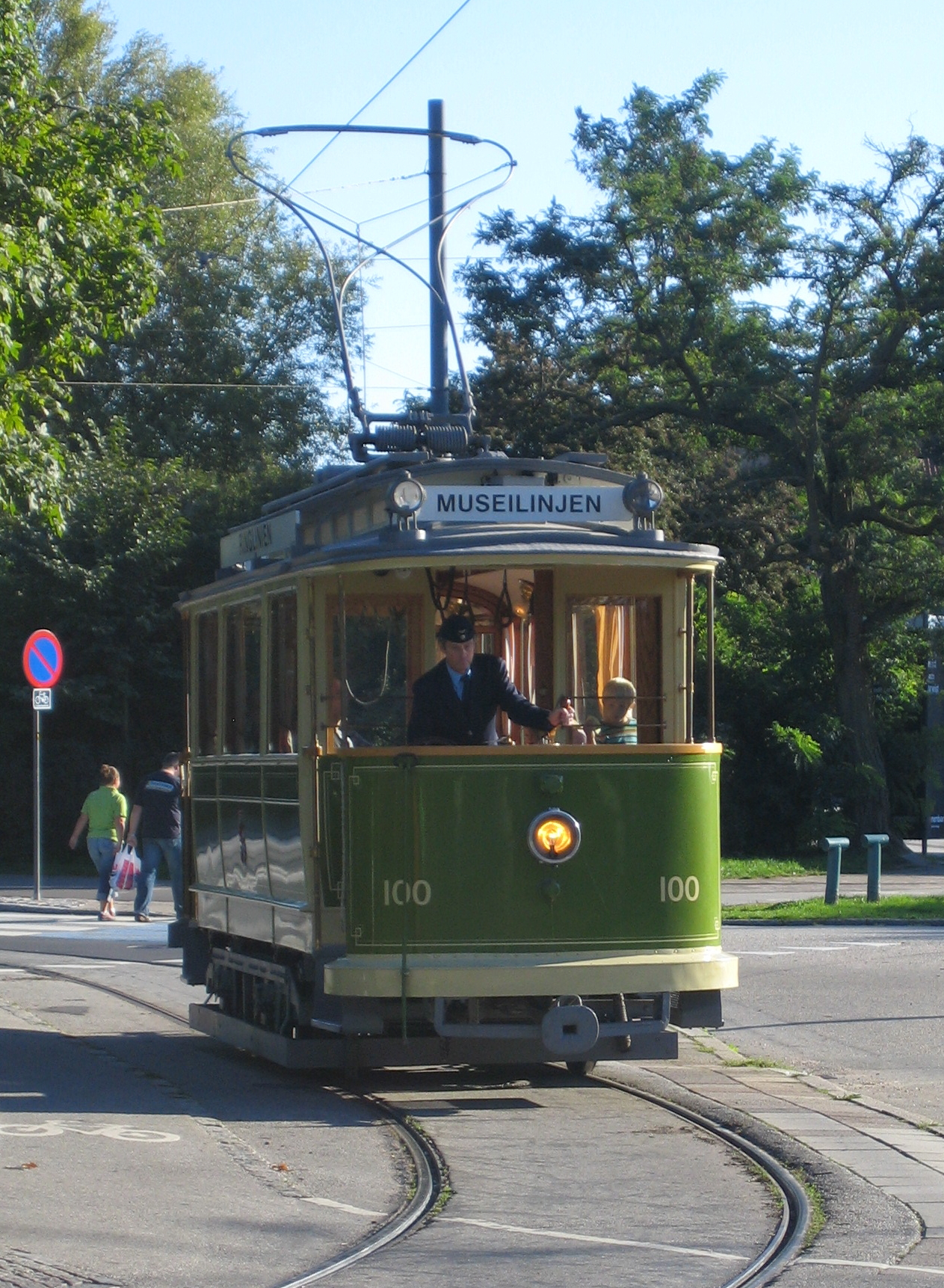
Museispårvägen, Malmö

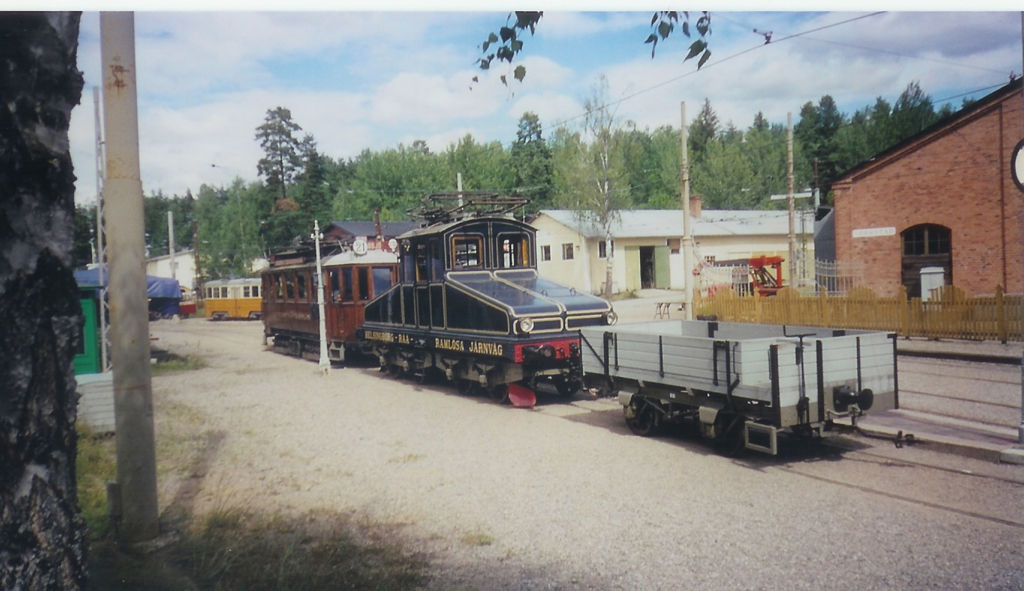
Ett lok från Helsingborg-Råå-Ramlösa järnväg samt en 1924 tillverkad spårvagn från Lidingöbanan på Museispårvägen Malmköping

Flertalet museispårvägar i Sverige drivs av Svenska Spårvägssällskapets lokalavdelningar.
I Stockholm körs Djurgårdslinjens museala spårvagnar på Spårväg City av medlemmar i Svenska Spårvägssällskapet genom dess driftbolag AB Stockholms Spårvägar. I Göteborg ansvarar Spårvägssällskapet Ringlinien för drift och underhåll av stadens museispårvagnar och -bussar.

## Museispårvägar

### Malmköping
I Sverige finns det förutom museispårvägar ett nationellt spårvägsmuseum i Malmköping drivet av Svenska Spårvägssällskapet. Museet har en samling omfattande äldre och nyare spårvagnar från så gott som alla de 13 svenska städer som har haft spårvägstrafik. Museet består av dels ett antal vagnhallar, varav en utställningshall för spårvagnar och en för bussar, dels en cirka tre kilometer lång spårväg där vagnarna visas upp i autentisk trafik. Banan var tidigare en del av en den f.d. Mellersta Södermanlands Järnväg och ser delvis fortfarande ut som en sådan. På senare år har dock stora ansträngningar gjorts för att göra miljön mer spårvägsmässig, framför allt på det f.d. stationsområdet i Malmköping där ett småstadsmässigt "spårvägstorg" är under uppbyggnad.
I Museispårvägen Malmköping kan man åka spårvagn på linjen Malmköping-Hosjö.

### Göteborg
Göteborg saknar museispårväg, men staden har gott om museispårvagnar. De gamla vagnarna disponeras av Spårvägssällskapet Ringlinien. Ringlinien underhåller, renoverar och håller de gamla vagnarna i trafik. På sommaren och under juletid bedriver sällskapet trafik i centrala staden, på Lisebergslinjen mellan Centralstationen och Liseberg (Sankt Sigfrids Plan). Beställningstrafik förekommer under hela året.  Ringlinien har sedan 6 maj 2011 ett permanent museum.

### Stockholm
I Stockholm bedrivs museitrafik på Djurgårdslinjen mellan Norrmalmstorg och Djurgården. Åren 1991-2010 var detta en museispårväg med endast denna trafik, men från 2010 går där även reguljär trafik (Spårväg City).
Stockholms Spårvägsmuseum är Stockholms läns lokaltrafikmuseum. Det ägs och drivs av AB Storstockholms Lokaltrafik. Det öppnades för allmänheten år 1944 och låg åren 1963-1990 under plattformen på Odenplans tunnelbanestation. 1990-2017 fanns museet i bussdepån Söderhallen på Södermalm med entré från Tegelviksgatan 22.  Sedan 21 maj 2022 ligger museet i Värtagasverkets tidigare område i Hjorthagen, med adress Gasverkstorget 1. Museet har ett 60-tal fordon (spårvagnar, bussar, trådbussar, järnvägsvagnar etc.), varav de flesta finns i museets lokaler. En del fordon körs på Djurgårdslinjen, samt vid evenemang på Lidingöbanan, Roslagsbanan och Saltsjöbanan. Inom museet finns även arkiv, bibliotek och kafé.

### Malmö
I Malmö finns en museilinje, se Museispårvägen, Malmö. Det finns en vision från museiföreningen sedan 2007 att förlänga spårvägen vi Gustav Adolfs Torg till en ringlinje, men ännu har inget hänt.

### Norrköping
Gamla spårvagnar körs sommartid och vid speciella arrangemang på stadens ordinarie spår. Ett spårvägsmuseum finns i anslutning till vagnhallen.

### Gävle (tidigare förslag)
Det fanns ett förslag för en museispårväg från gasklockorna vid varvet längs Södra Skeppsbron genom Stenebergsparken till Fältskärsleden. Järnvägsspåret längs sträckan ägs av Svenska staten (Trafikverket) och Gävle kommun varav delar revs under saneringen av Stenborgskanalen påbörjad 2010. Det är oklart om spåret kommer att återställas och det finns inga kommunala planer för en museispårväg. Kommunens intresse har blivit bättre under 2014, men inget byggbeslut fanns då.
Originalspårvagnar härstammande från Gävle har hämtats hem från Malmköping och från Ringlinien i Göteborg och en Gävlespårvagn började också renoveras 2012.
I mars 2018 sade kommunen slutligen nej till en museispårväg i Gävle efter flera års väntan på beslut. Svenska spårvägssällskapets avdelning i Gävle lades därför ned och de tre originalspårvagnarna som sällskapet ägde fördes över till museispårvägarna i Stockholm och Malmköping.
| Ort        | Bansträckning | Spårvidd | Spår | Längd i km | Energimatning | från       | till | Sällskap                            | Anmärkning / Källa                                                     |
| ---------- | --- | -------- | ---- | ---------- | ------------- | ---------- | ---- | ----------------------------------- | ---------------------------------------------------------------------- |
| Göteborg   | Museitrafik på reguljära spår, främst sträckan Centralstationen – Liseberg.                                         | 1435     |      |            | el            | 1981       |      | Spårvägssällskapet Ringlinien       | Stor samling vagnar från Göteborg. Några vagnar med historik från Oslo |
|            | |          |      |            |               |            |      |                                     | Museispårvägen i Kiruna                                                |
| Malmköping | Malmköping till Hosjö Museitrafik på tidigare järnväg                                                               | 1435     |      | 2,6        | el            | 1969       |      | Svenska Spårvägssällskapet          | [1], Stor samling vagnar från hela Sverige, Museispårvägen Malmköping  |
| Malmö      | Museibana i anslutning till Teknikens och Sjöfartens hus och Malmöhus slott                                         | 1435     | 1    | ca 2       | el            | 1987-08-15 |      | Malmö stads spårvägar museiförening | [2], Museispårvägen, Malmö                                             |
| Norrköping | Museitrafik på reguljära spår samt på Klingsbergsspåret, som för reguljära spårvagnar ersatts av spåret till Ljura. | 1435     |      |            | el            |            |      | Svenska Spårvägssällskapet          | [3]                                                                    |
| Stockholm  | Museitrafik på reguljära spår sträckan Norrmalmstorg - Skansen (Djurgården)                                         | 1435     | 2    | 2,9        | el            | 1991-06-02 |      | AB Stockholms Spårvägar             | [4], (Djurgårdslinjen )                                                |

## Källhänvisningar
1. ↑  Museispårvägen Malmö Vision 2007
2. ↑  Svenska Spårvägssällskapet Gävleavdelningen Museispårvägssträcka Arkiverad 27 december 2014 hämtat från the Wayback Machine.
3. ↑  Gävle kommun Översiktlig utredning för kvarteret Skeppsbyggaren, Brynäs Arkiverad 28 juli 2014 hämtat från the Wayback Machine.
4. ↑  ”Arbetarbladet Här vill de att Gävles spårvagnar ska rulla 18 juni 2011”. Arkiverad från originalet den 19 juni 2011. https://web.archive.org/web/20110619195604/http://arbetarbladet.se/nyheter/gavle/1.3617460-har-vill-de-att-gavles-sparvagnar-ska-rulla. Läst 23 januari 2012.
5. 1 2  ”Svenska Spårvägssällskapet-Gävleavdelningen”. Arkiverad från originalet den 27 december 2014. https://web.archive.org/web/20141227171738/http://www.sss-gavle.se/. Läst 27 december 2014.
6. ↑  ”Flytten ett lyft för spårvägsentusiaster”. Arbetarbladet. 12 juli 2012. Arkiverad från originalet den 15 oktober 2012. https://web.archive.org/web/20121015035823/http://arbetarbladet.se/nyheter/gavle/1.4894403-tv-flytten-ett-lyft-for-sparvagsentusiaster. Läst 25 september 2012.
7. ↑  ”Nu flyttas Gävles spårvagnar”. Arkiverad från originalet den 27 december 2014. https://web.archive.org/web/20141227172715/http://www.gd.se/gastrikland/gavle/nu-flyttas-gavles-sparvagnar. Läst 27 december 2014.
8. ↑  Dahlberg, Markus (7 mars 2018). ”Nu fraktas Gävles spårvagnar bort för alltid”. SVT Nyheter. https://www.svt.se/nyheter/lokalt/gavleborg/nu-fraktas-gavles-sparvagnar-bort-for-alltid. Läst 4 januari 2022.
9. ↑  Hedman, Raymond; Rickheden, Per (2008). Världens nordligaste spårväg. Stockholm: Trafik-Nostalgiska förlaget. ISBN 978-91-85305-60-5